# Gleisi Hoffmann

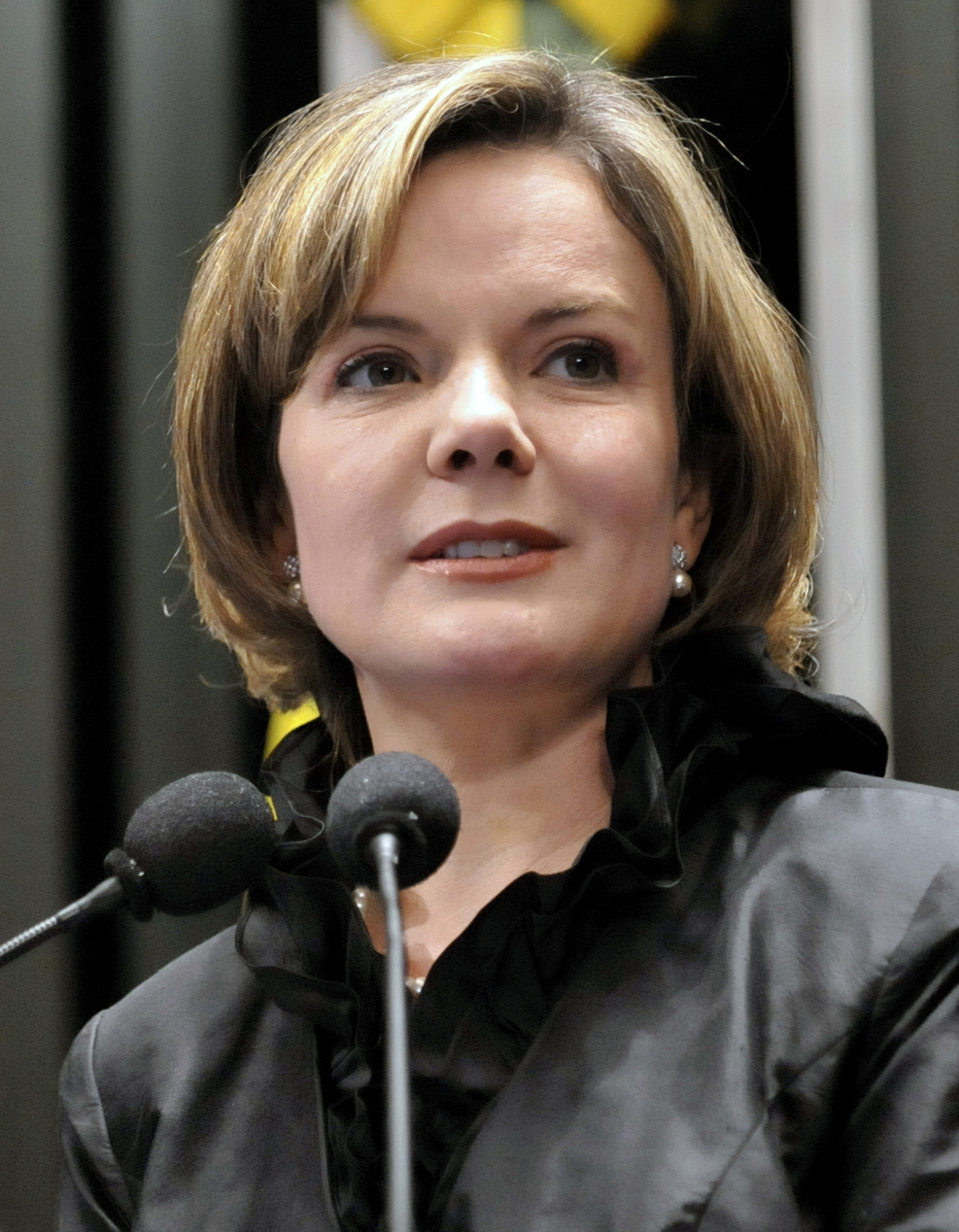
Gleisi Hoffmann

Gleisi Helena Hoffmann (* 6. September 1965 in Curitiba, Paraná) ist eine brasilianische Rechtsanwältin und Politikerin. Seit dem 3. Juni 2017 ist sie die Vorsitzende der Arbeiterpartei (PT) und trat damit die Nachfolge von Rui Falcão an. Seit dem 10. März 2025 ist sie Sekretärin für Institutionelle Beziehungen im Kabinett Lula da Silva III.

## Leben und Leistungen
Hoffmann gilt als deutschstämmig. Sie war 1983 der Kommunistischen Partei Brasiliens (PCdoB) beigetreten in einer Zeit des Wiedererwachens der brasilianischen Studentenbewegung, wobei sie Mitte der 1980er Jahre auch als Studentenführerin auftrat. Gleisi Hoffmann gehört seit 1989 der Partei der Arbeiter an.
Im Oktober 2010 wurde sie zur Senatorin des Bundesstaates Paraná gewählt, übte ihr Mandat jedoch nur kurz aus, da sie am 8. Juni 2011 zur 43. Kabinettschefin Brasiliens (Ministra da Casa Civil) ernannt wurde. Sie übte das Amt bis zum 2. Februar 2014 aus, ihr Nachfolger als Kabinettschef wurde der frühere Erziehungsminister Aloízio Mercadante. Am 3. Februar kehrte Hoffmann in ihr zwischenzeitlich ruhendes Mandat als Senatorin zurück.
Bei den Wahlen in Brasilien 2018 wurde sie mit 3,71 % der Stimmen in ihrem Heimatstaat als Bundesabgeordnete ihres Landes für die 56. Legislaturperiode in den Nationalkongress gewählt. Bei den Wahlen in Brasilien 2022 wurde sie mit 261.247 oder 4,26 % der Stimmen erneut zur Bundesabgeordneten für Paraná gewählt.
Gleisi Hoffmann war von 1998 bis 2019 mit dem ehemaligen brasilianischen Kommunikationsminister Paulo Bernardo verheiratet und hat zwei Kinder. Seit 2020 ist sie mit dem Abgeordneten Lindbergh Farias zusammen.

## Operation Lava Jato
Alberto Youssef sagte im Rahmen einer Verständigung im Strafverfahren bei den Ermittlungen der Operation Lava Jato aus, Hoffmann hätte bei den Wahlen 2010 Gelder in Höhe von 1 Million Brasilianischer Real  erhalten. Paulo Roberto Costa, Ex-Direktor bei Petrobras und wegen Korruptionsverdachts angeklagt, bestätigte in einer Aussage, dass dies auf Anlass ihres Gatten geschehen sei. Gleisi Hoffmann und Paulo Bernardo bestritten diese Vorwürfe. Nach Angaben der Zeitung Folha de S. Paulo wurde Bernardos Name im Januar 2015 bei den Ermittlungen genannt. Am 6. März 2015 erschien Gleisi Hoffmanns Name, neben den von mehreren Dutzend anderen, auf einer Liste der Personen, gegen die durch Teori Zavascki, im Amt als Minister für das Oberste Bundesgericht, dem Supremo Tribunal Federal (STF), polizeiliche Ermittlungen gemäß PET-5257 durchgeführt wurden. Am 23. September 2015 gab das Mitglied des STF Dias Toffoli die Entscheidung bekannt, die Untersuchungen gegen Gleisi Hoffmann würden eingestellt, da die Operation Lava Jato sich ja nur mit Petrobras befasse und nicht mit anderen Bereichen.
Am 5. September 2017 wurde sie von Generalstaatsanwalt Rodrigo Janot erneut vor dem STF angeklagt.